# Ikoma Takatoshi
Ikoma Takatoshi est un nom japonais traditionnel ; le nom de famille (ou le nom d'école), Ikoma, précède donc le prénom (ou le nom d'artiste).
Ikoma Takatoshi (生駒 高俊, 1611-4 août 1659) est un daimyo du début de l'époque d'Edo à la tête du domaine de Takamatsu. Il est le gendre de Doi Toshikatsu.
Takatoshi perd le contrôle du domaine de Takamatsu en raison d'un soulèvement dans le fief. Le shogunat le dessaisit de son domaine et le transfère dans le plus petit domaine de Yashima dans la province de Dewa.

## Source de la traduction
- (en) Cet article est partiellement ou en totalité issu de l’article de Wikipédia en anglais intitulé « Ikoma Takatoshi » (voir la liste des auteurs).